# William Hanna
William Hanna (14. července 1910, Melrose, Nové Mexiko, USA – 22. března 2001, Hollywood, Kalifornie, USA) byl americký animátor, scenárista, kreslíř-karikaturista, režisér, podnikatel a filmový a televizní producent.
U filmu začínal v roce 1931 jakožto poslíček ve firmě, která vyráběla animované filmy. Zde začal psát své první scénáře. Později jej zaměstnalo studio MGM, kde od roku 1937 spolupracoval s Josephem Barberou, se kterým vytvořil dvojici (v roce 1957 pozdější studio Hanna-Barbera) filmových tvůrců zejména ve světě kresleného a animovaného filmu. Jejich nejznámější dílo Tom a Jerry získalo hned osm Oscarů.

## Nejznámější animované postavy
- Tom a Jerry
- Pišta a Fišta
- Pes Filipes
- Flintstoneovi
- Méďa Béďa
- Scooby-Doo
- Šmoulové